# Муромцево (Владимирская область)
Му́ромцево — посёлок, центр Муромцевского сельского поселения Судогодского района Владимирской области.
Население — 2673 человек (2021).

## География
Посёлок расположен в 3 км на юго-восток от районного центра Судогды.

## История
Впервые сельцо Муромцево упоминается в переписных книгах 1678 года, где значилось за братьями Хоненевыми. В XIX веке оно принадлежало Храповицким.
В 1884 году в родовое имение, доставшееся в наследство от отца, впервые приехал полковник Владимир Семёнович Храповицкий. В его окрестностях он основал акционерное общество «Лесные склады Храповицкого», занимавшееся разведением леса, переработкой и продажей древесины. С 1892 по 1900 год лесное хозяйство в Муромцево возглавлял известный немецкий учёный Карл Тюрмер, умерший здесь 23 сентября 1900 года. В 1890-е годы для вывоза древесины была построена железнодорожная ветка широкой колеи длиной 46 км, соединившая Муромцево со станцией Волосатая на линии Ковров—Муром.
В 1906 году в близлежащей деревне Галанино была открыта земская начальная школа.
В 1917 году Храповицкие эмигрировали во Францию, усадьба была национализирована.
В конце XIX — начале XX века сельцо Муромцево входило в состав Бережковской волости Судогодского уезда. В 1859 году> в Муромцеве числилось 6 дворов, в деревне Галанино — 34 двора и 303 жителей, в 1905 году	
 в Муромцеве было 12 дворов, в Галанине — 69 дворов и 502 жителей, в 1926 году в Муромцеве числилось 122 хозяйства, в деревне Галанино — 145 дворов и 635 жителей.
В 1975 году в посёлке было открыто новое здание средней школы. В 1986 году в состав посёлка включены деревня Галанино и посёлок ж/д станции Судогда.
8 мая 2015 года в Муромцеве у здания Муромцевского лесотехнического техникума открылась стела с именами студентов и преподавателей техникума, погибших в Великую Отечественную войну.

## Население
| 1859  | 1905  | 1926  | 1959  | 1970  | 1979  | 1983  |
| ----- | ----- | ----- | ----- | ----- | ----- | ----- |
| 169   | ↘30   | ↗377  | ↗2002 | ↗2747 | ↘2584 | ↗2827 |
| 2002  | 2010  | 2021  |       |       |       |       |
| ↗3337 | ↘3019 | ↘2673 |       |       |       |       |

## Инфраструктура
В посёлке расположены Муромцевский лесотехнический техникум (открыт в 1921 году), Муромцевcкая средняя общеобразовательная школа, детский сад «Золотой ключик», сельский дом культуры, врачебная амбулатория, отделение федеральной почтовой связи, операционная касса № 8611/0164 Сбербанка РФ, участковый пункт полиции.

## Достопримечательности

### Дворцово-парковый ансамбль

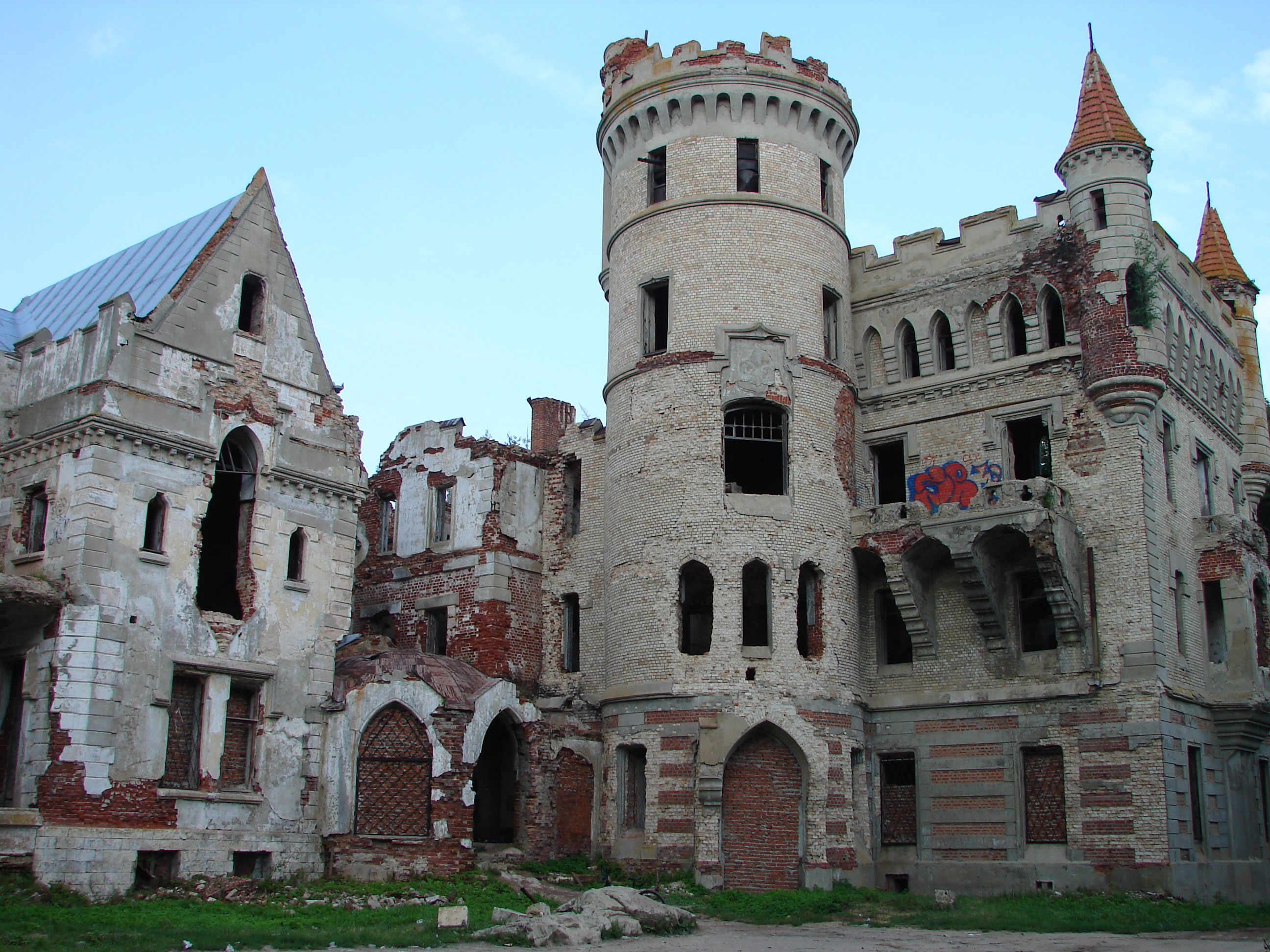
Усадьба Храповицкого

В 1884—1889 годах в Муромцеве вместо ветхого деревянного помещичьего дома Храповицким был выстроен великолепный дворцовый ансамбль, спланированный по образцу западно-европейских замков.
В имение приезжало множество гостей. Для их развлечения был построен небольшой летний театр, где давались спектакли заезжих трупп и воспитанников местной музыкальной школы, учреждённой Храповицким.
В 1889 году был освящён храм Святой мученицы царицы Александры.
В 1906 главный дом был дополнен ещё одним крылом с башней, в чьих формах продолжается готическая тема, но с оттенком холодности, присущей неоготике эпохи модерна.
Гордостью усадьбы помимо господского дома и прилегающих к нему построек являлись также конный и птичий дворы и дендропарк площадью 9 га с каскадом фонтанов. Парк насчитывает более 70 редких пород деревьев; является памятником природы.
Постройки усадьбы выполнены в готическом стиле московским архитектором Петром Бойцовым.

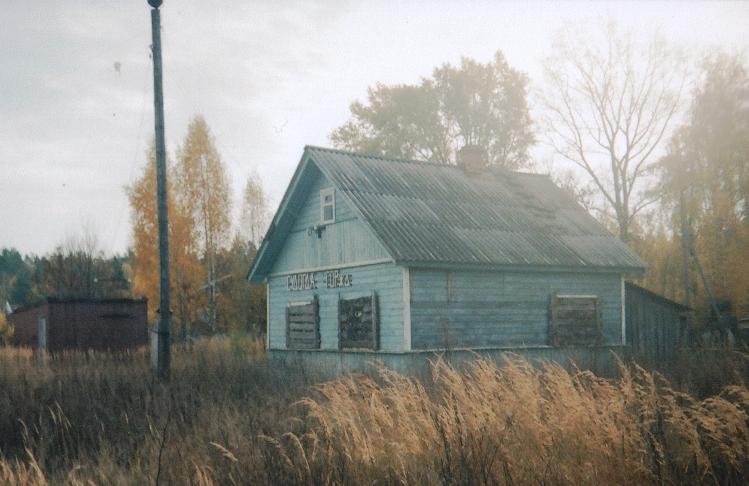
Бывший вокзал станции Судогда в посёлке Муромцево

В советский период территория дворцового-паркового комплекса принадлежала совхозу «Пионер». В главном здании с 1921 по 1979 год размещался Муромцевский лесхоз-техникум.
Вероятно, Муромцево — крупнейшая усадьба России, выстроенная после реформы 1861 года, ныне находящаяся в руинах.
Отсутствует часть перекрытий и лестничных пролетов. Местные подростки организуют импровизированные экскурсии для туристов.